# Људмила Путина
Људмила Александрова Очјерјетнаја (рус. Людми́ла Алекса́ндровна Очеретная; Калињинград, 6. јануар 1958), рођена Шкрјебњева, је бивша жена садашњег председника Руске Федерације и бившег председника Владе Руске Федерације Владимира Путина.

## Младост и образовање
Људмила је рођена у Калињинграду у СССР, 1958. године. Њен отац био је Александар Абрамовић Шкребнев (1925—2000), а мајка Катерина Тиконовна (1926).
Студирала је лингвистику, а 1986. године дипломирала шпански језик и филологију на Лењинградском државном универзитету.
Људмила је иницијаторка оснивања Центра за развој руског језика, а поред матерњег руског, говори и немачким, шпанским, француским и португалским језиком. Љубитељ је позоришта, љубавних романа, тениса и скијања.

## Младост и брак
Као млада, Људмила је радила као стјуардеса у огранку компаније Аерофлот у Калињинграду. Владимира Путина је упознала у Лењинграду и удала се за њега 28. јула 1983. године. Из брака са њим има две ћерке, Марију, рођену 28. априла 1985. године у Лењинграду и Јекатерину, рођену 31. августа 1986. године у Дрездену.
У периоду од 1990. до 1994. године, Људмила је учила немачки језик на Лењинградском државном универзитету. Неколико година пре него што је њен муж именован за председника Владе Руске Федерације, 1999. године, она је била представник компаније Телекоминвест у Москви.
Људмила и Владимир Путин јавно су најавили њихов развод на основу заједничке одлуке, 6. јуна 2013. године, а њихов брак је окончан у априлу 2014. године.
У јануару 2016. године, Људмила је објавила да се удала за Артура Очеретног, почетком 2015. године.

## Прва дама Руске Федерације
Након што је порасла политичка улога њеног мужа Људмила се ретко појављивала у јавности. Подржавала је свог мужа у политичкој каријери али је изузетно мало причала о политици у јавности. 26. марта 2013. године по први пут у години појавила се на јавном догађају, учествујући у додели награда за књижевност, за 2012. годину, одржаној у Москви. 6. јуна 2013. године, заједно са својим супругом, након премијера балета Есмералда у Кремљу, дали су интервју и обавестили јавност да ће се развести.

## Награде и признања
- Почасни грађанин Калињинграда (4. јула 2007)
- Награда Јакоб Грим, за одржавање и наставак традиције проучвања немачког језика у Русији (Немачка, 2002)[19]
- Награда Почасни професор Евроазијског универзитета Гумилев (Казахстан, 2003)
- Пушкинова медаља, за велике заслуге у десеминацији руског језика (2003)
- Награда Киргистанско-руског универзитета Борис Јељцин (Киргистан, 2002)
- Орден Руско-јерменског универзитета (Јереван, 2002)
- Медаља Санкт-петербуршког универзитета (1997)
- Награда за лице 2002. године, магазина Комсомољска правда[20].